# (5832) Martaprincipe
(5832) Martaprincipe es un asteroide perteneciente al cinturón de asteroides, región del sistema solar que se encuentra entre las órbitas de Marte y Júpiter, descubierto el 15 de junio de 1991 por Eleanor F. Helin desde el Observatorio del Monte Palomar, Estados Unidos.

## Designación y nombre
Designado provisionalmente como 1991 LE1. Fue nombrado Martaprincipe en homenaje a Marta Carusi y Raffaele "Principe" Ranucci, que se casaron en noviembre de 2000.

## Características orbitales
Martaprincipe está situado a una distancia media del Sol de 2,624 ua, pudiendo alejarse hasta 2,936 ua y acercarse hasta 2,312 ua. Su excentricidad es 0,118 y la inclinación orbital 28,18 grados. Emplea 1552,90 días en completar una órbita alrededor del Sol.

## Características físicas
La magnitud absoluta de Martaprincipe es 12,3. Tiene 23,787 km de diámetro y su albedo se estima en 0,056. 